# پیکتوریالیسم

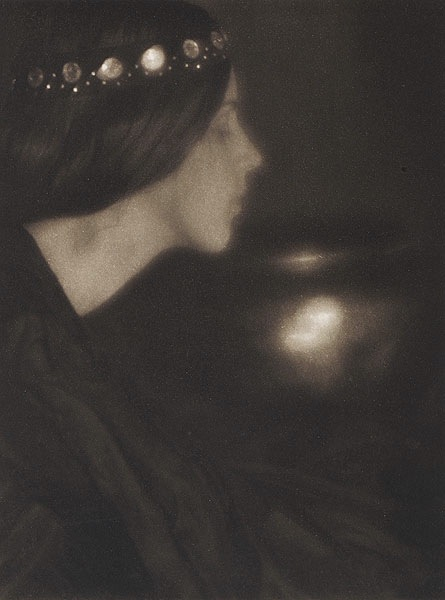
کاسه سیاه، نوشته جورج سیلی، حدوداً در سال ۱۹۰۷.

پیکتوریالیسم، یک جنبش عکاسی در میانه های قرن نوزدهم در اروپا و ایالات متحده بود که نقش به سزایی در مقبولاندن عکاسی به عنوان یک شاخه از هنر داشت. این جنبش توانست بحث ماهیت زیباشناختی عکاسی را توسعه داده و به تأمل در باب ارتباط آن با دنیای مدرن کمک کند.

## تاریخچه
تولد جنبش پیکتوریالیسم به دنبال انتشار مقاله‌ای از پیتر هنری امرسون در سال ۱۸۶۶ با عنوان «عکاسی، هنری پیکتوریال» اتفاق افتاد. امرسون، در این مقاله با مورد بحث قرار دادن شباهت عکاسی با نقاشی، از مشروعیت هنری عکاسی دفاع نمود.

## ویژگی ها
دستکاری در عکس‌ها در جهت بیان ویژگی خلاقانه، نقش مهمی را در عکاسی پیکتوریال ایفاء می‌نماید.

## نگارخانه

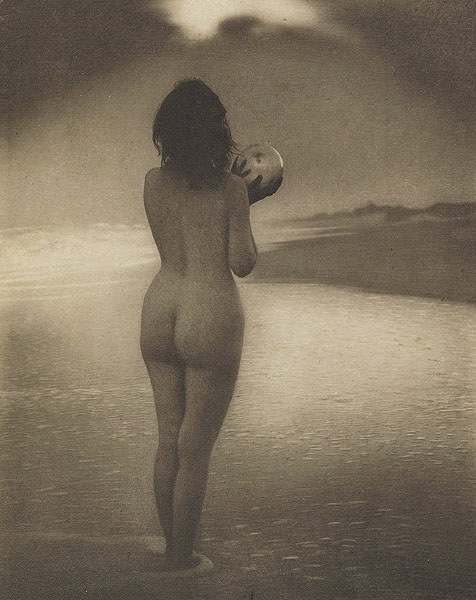
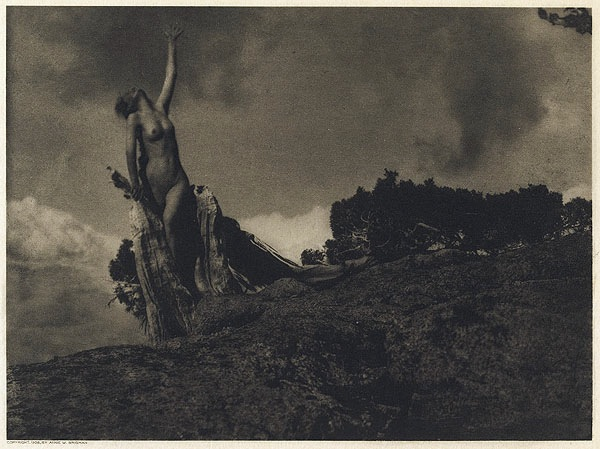
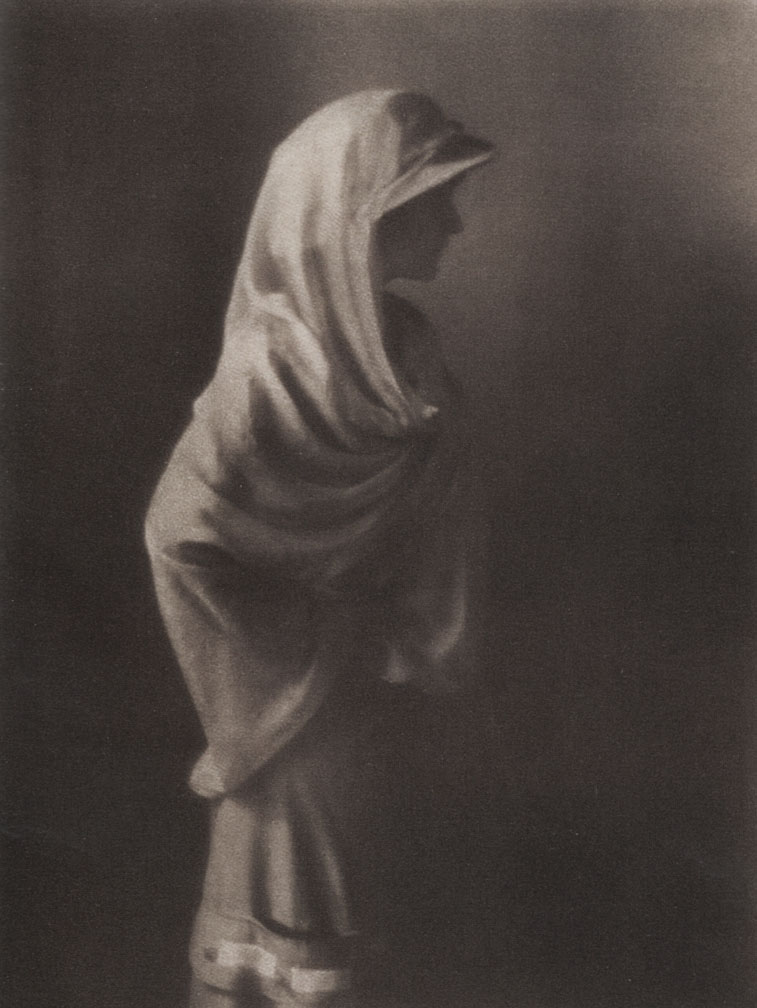
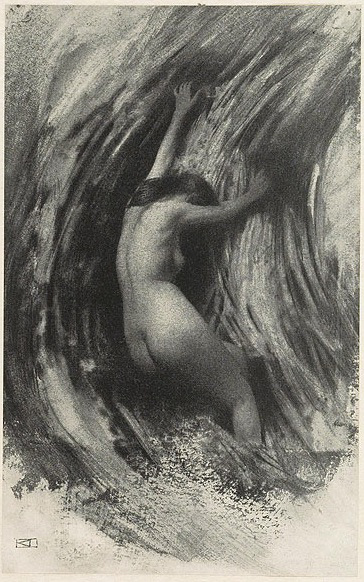
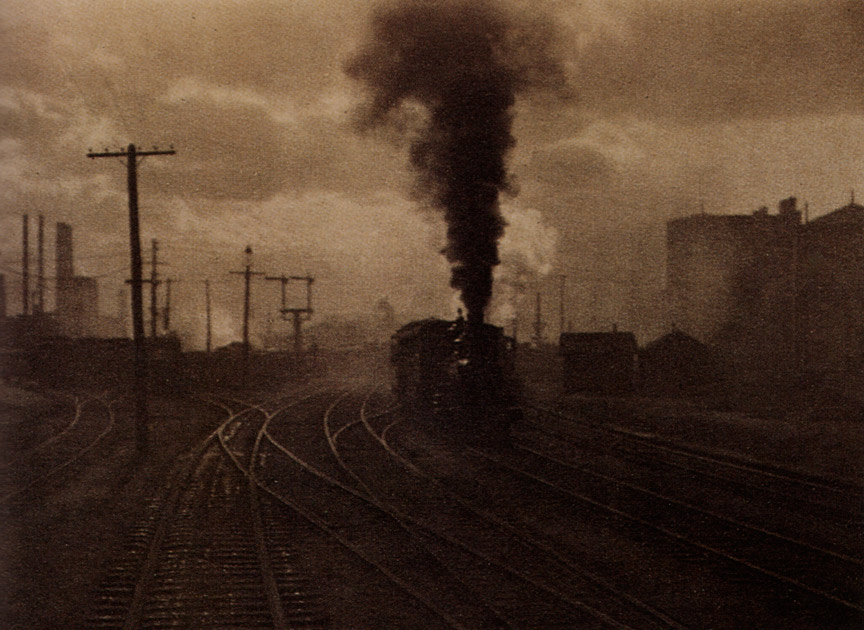
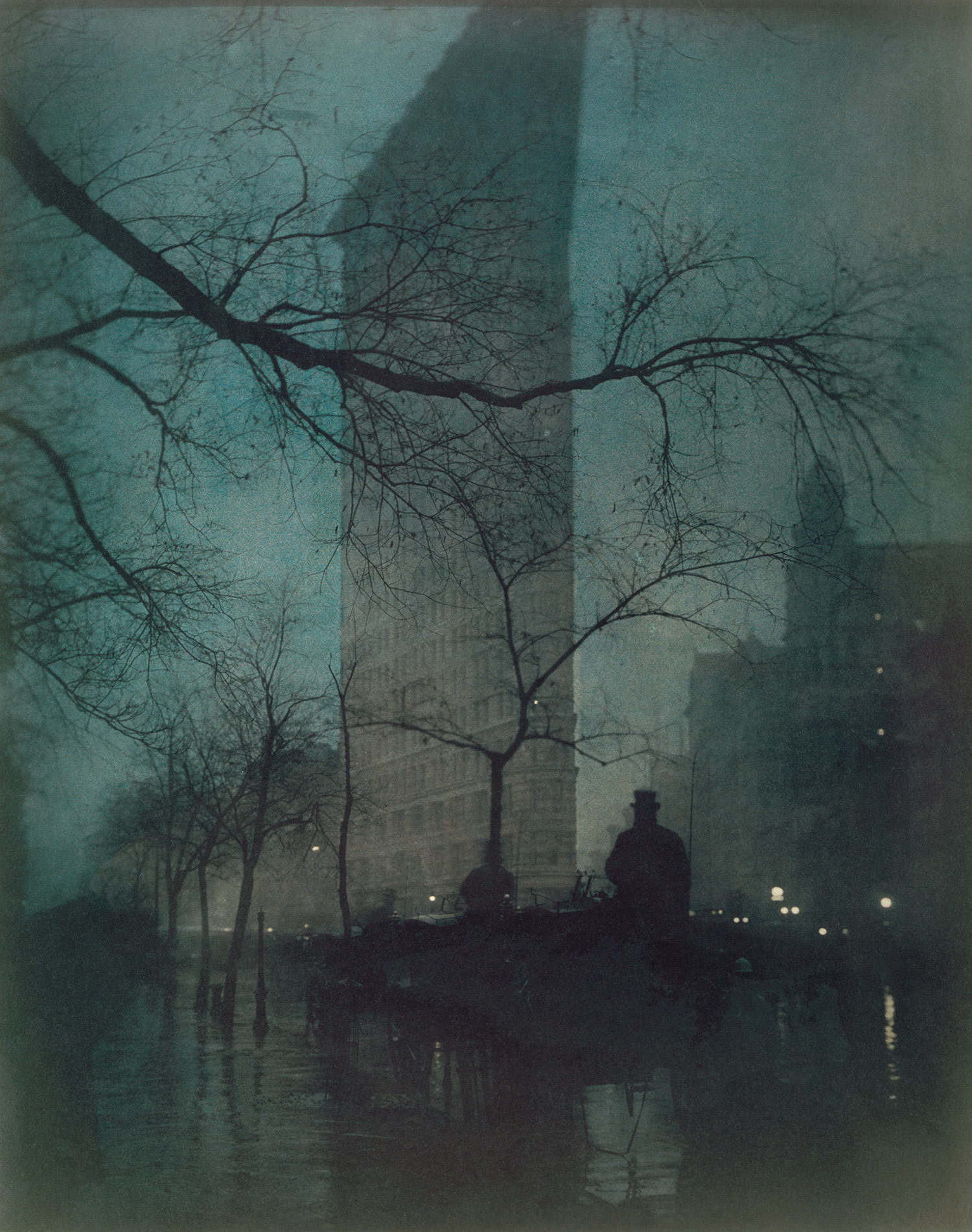
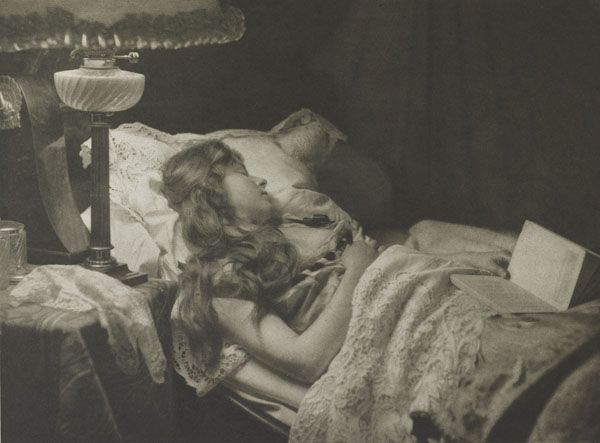
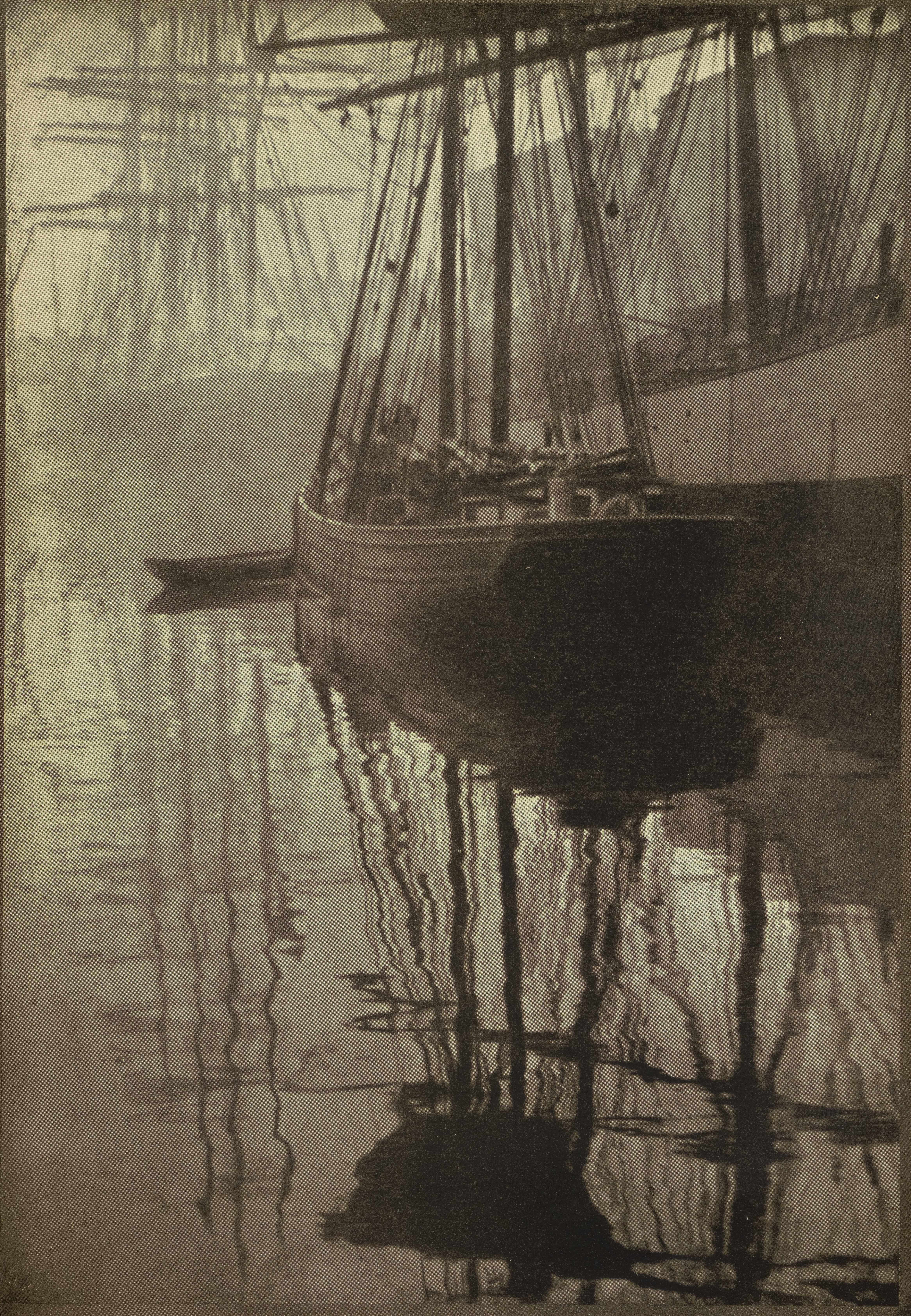
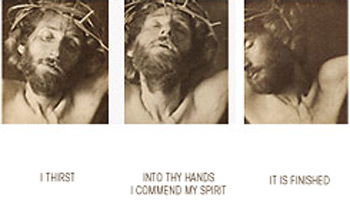
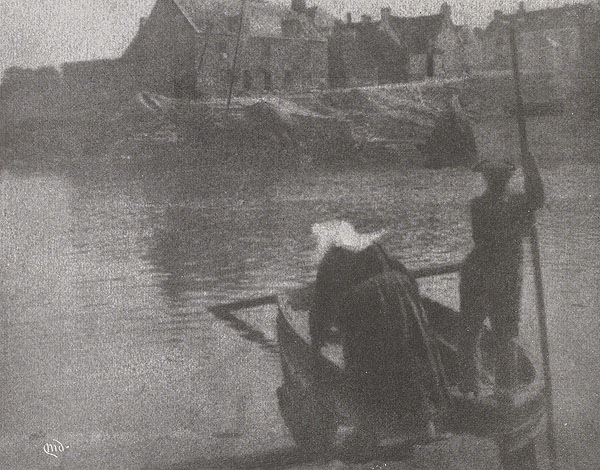
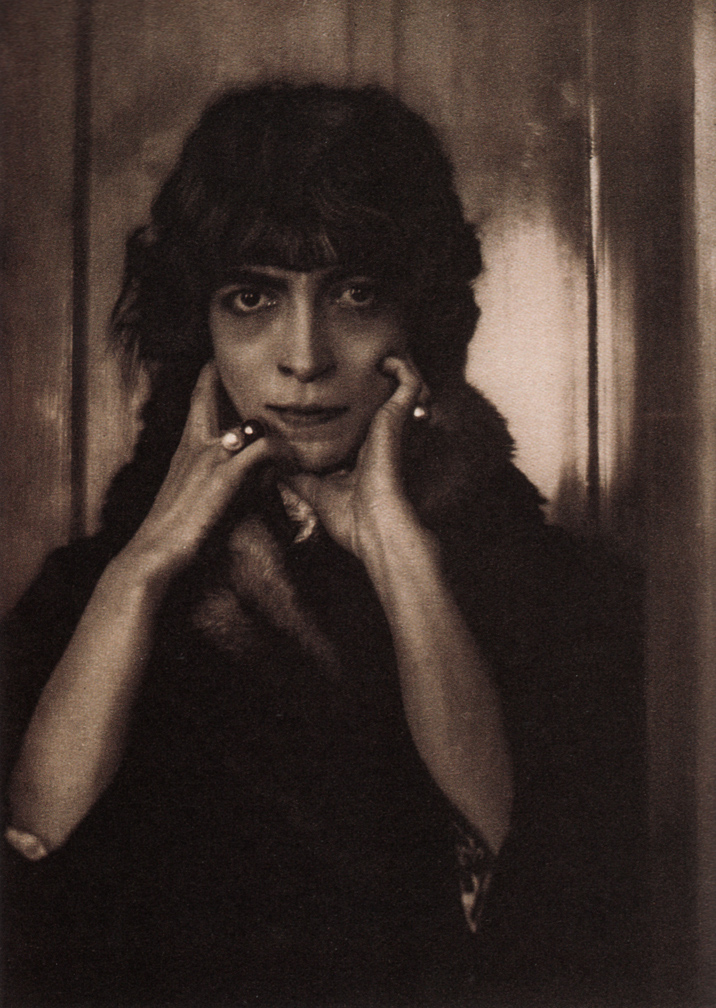
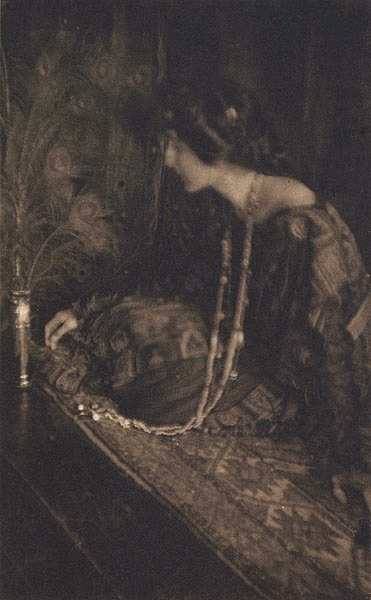
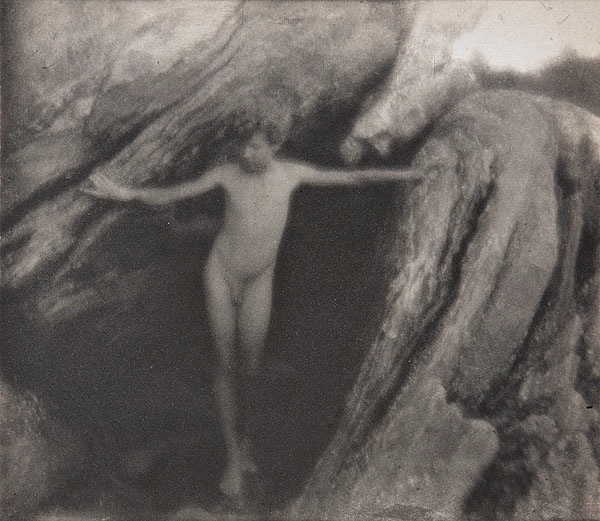
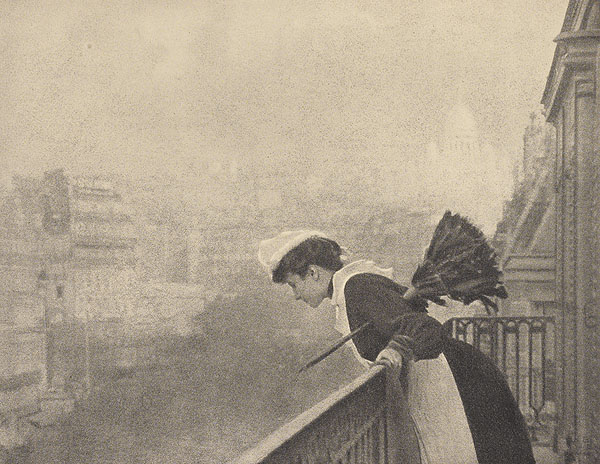
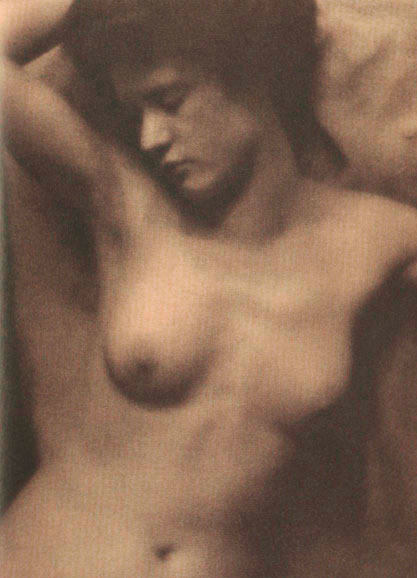
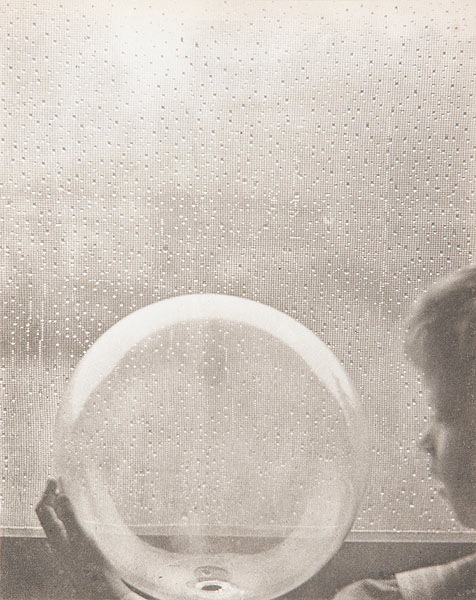